# Cotswoldi repülőtér
A Cotswoldi repülőtér (IATA: GBA, ICAO: EGBP) Anglia egyik repülőtere, amely Gloucestershire közelében található. A Brit Királyi Légierő használja.

## Futópályák
A repülőtér futópályái:
- 08/26 (1973 m, 45 m, aszfalt)
- 08/26 (561 m, 18 m, fű)